# 3 Piscis Austrini
3 Piscis Austrini, som är stjärnans Flamsteed-beteckning, eller HD 201901, är en misstänkt astrometrisk dubbelstjärna, belägen i den södra delen av stjärnbilden Mikroskopet trots dess Flamsteedbeteckning. Den har en skenbar magnitud av ca 5,41 och är svagt synlig för blotta ögat där ljusföroreningar ej förekommer. Baserat på parallax enligt Gaia Data Release 2 på ca 10,7 mas, beräknas den befinna sig på ett avstånd på ca 310 ljusår (ca 94 parsek) från solen. Den rör sig närmare solen med en heliocentrisk radialhastighet på ca -46 km/s. Stjärnan följer en mycket elliptisk bana runt Vintergatans centrum, som löper mellan ett pericenter av 2,6 kpc ut till ett apocenter av 7,6 kpc, med en excentricitet av 0,49. 

## Egenskaper
3 Piscis Austrini är en orange till gul jättestjärna av spektralklass K3 III. Den har en radie, som baserat på interferometrimätt vinkeldiameter hos stjärnan, korrigerad för randfördunkling, på 2,03 ± 0,04 mas, är ca 20 solradier och utsänder från dess fotosfär ca 174 gånger mera energi än solen vid en effektiv temperatur av ca 4 100 K.